# Princezna Mononoke
Princezna Mononoke (japonsky もののけ姫, Mononoke-hime) je jeden z nejznámějších japonských animovaných filmů ve stylu anime. Film režíroval Hajao Mijazaki v produkci studia Ghibli a do kin byl uveden 12. července 1997.
Princezna Mononoke je japonské historické drama (džidaigeki) odehrávající se v Japonsku pozdního období Muromači (1333–1568). Do středu konfliktu mezi nadpřirozenými strážci hvozdů a lidmi, kteří se šíří na jeho úkor, vstupuje princ Ašitaka, jehož osud divák sleduje, a setkává se s paní Eboši, vládkyní města uprostřed lesa, a San (které lidé říkají princezna Mononoke), dívkou vychovanou vlky, která stojí na straně hvozdu a starých bohů. Na obecné úrovni se film zabývá soužitím člověka a přírody a obsahuje environmentalistické podtóny, kterými podobně jako výchozí myšlenkou navazuje na starší Mijazakiho dílo Naušika z Větrného údolí.
Princezna Mononoke je oficiální český název; byl pořízen i český dabing a na VHS ho pro distribuční síť Hollywood Classic Entertainment vydala SPI International. Film je známý i pod svým anglickým názvem Princess Mononoke. Mononoke v japonštině není vlastní jméno, v tomto kontextu jej lze přeložit jako duch, název tedy v doslovném překladu znamená Princezna duchů. Skutečné jméno dívky je však San. Toto ovšem český dabing nerespektoval a změnil jméno hrdinky na Mono (zkráceno z mononoke).
Tento film čtyřikrát vysílala Česká televize, poprvé 10. října 2003.